# Jan Werner
Jan Werner   (Brzeziny, 25 de juliol de 1946 - Varsòvia, 21 de setembre de 2014) fou un atleta polonès, especialista en els 200 i 400 metres, que va competir durant les dècades de 1960 i 1970.
El 1968 va prendre part en els Jocs Olímpics d'Estiu de Ciutat de Mèxic, on va disputar dues proves del programa d'atletisme. En els 4×400 metres fou quart, mentre en els 400 metres quedà eliminat en semifinals. Quatre anys més tard, als Jocs de Munic, tornà a disputar dues proves del programa d'atletisme. En aquesta ocasió fou cinquè en els 4×400 metres, i novament quedà eliminat en semifinals en els 400 metres. El 1976, a Montreal, va disputar dues proves del programa d'atletisme. Formant equip amb Ryszard Podlas, Zbigniew Jaremski i Jerzy Pietrzyk va guanyar la medalla de plata en la prova del 4×400 metres, mentre en els 400 metres fou vuitè.
En el seu palmarès també destaquen quatre medalles al Campionat d'Europa d'atletisme, dues d'or, una de plata i una de bronze, entre les edicions de 1966 i 1971. Al Campionat d'Europa en pista coberta guanyà sis medalles, quatre d'or i dues de plata, entre el 1968 i 1972. El 1970 guanyà una medalla d'or a les Universíades. A nivell nacional es proclamà quatre vegades campió de Polònia: en els 400 metres (1977 a 1979) i el 4×400 metres (1977).
El 1967 aconseguí el rècord d'Europa dels 200 metres amb un temps de 20.4". També aconseguí el rècord d'Europa en els 4x200 metres i 4x400 metres, així com nou rècords nacionals. Va guanyar deu campionats de Polònia: tres en els 200 metres (1967, 1969 i 1971), quatre en els 400 metres (1968, 1970, 1971 i 1976), dos en els 4x100 metres (1974, 1975) i una en els 4x400 m (1969).

## Millors marques
- 100 metres. 10.3" (1967)
- 200 metres. 20.4" (1967)
- 400 metres. 45.44" (1976)[2][4][5]